# Praznik mimoze
Praznik mimoze se održava u čast cvijeta mimoze u Herceg Novom. To je festival zabavnih,kulturnih i sportskih manifestacija. Ovaj praznik se organizuje u mjesecu februaru.

## Istorija
Ovaj praznik su osnovali 1969. godine Turistički savez Boke Kotorske i Skupština opštine Herceg Novi. Od 1991. godine je član Udruženja karnevalskih gradova Evrope (FEEC). Godine 1975. praznik je otvorila tadašnja prva dama Jugoslavije Jovanka Broz.

## Karavan Praznika mimoze
U periodu od 1969. do 1995. godine Karavan Praznika mimoze je prešao skoro 80.000 kilometara. Popularne mažoretke su gostovale na otvaranju 14. Zimskih olimpijskih igara 1984. godine u Sarajevu.

## Manifestacije
Jedna od najpoznatijih manifestacija je Fešta od mimoze, ribe i vina, koja se održava duž naselja Kumbor, Đenović i Baošić. Tokom ove manifestacije, koja se održava svake prve subote u februaru služi se riba i vino uz defiliranje mažoretki i gradske muzike. Svake godine se održava Međunarodna izložba cvijeća, a zadnjih godina se održava i popularni Festival vina. Od 1968. godine se održava prestižna likovna manifestacija Hercegnovski zimski salon. Svake godine se u gradskoj luci Škver održava manifestacija suđenja karnevalu za sve loše što se dogodilo u gradu Herceg Novom, poznata kao Karnevalska svetkovina. Tokom Praznika mimoze se održavaju i manifestacije: Riblja večera, Veliki dječji maskenbal, Velika bokeška fešta, Mažoret parada, kao i razne predstave, izložbe, koncerti itd.

#### Sportska takmičenja
Svake godine se održavaju takmičenja u raznim sportovima: plivanju, boksu, fudbalu, sportskom ribolovu, jedriličarstvu, boćanju, džudou, vaterpolu,planinarenju...